# Cratera anamariae
Cratera anamariae ist eine brasilianische Art der Landplanarien in der Unterfamilie Geoplaninae.

## Merkmale
Cratera anamariae hat einen lanzenförmigen Körper, bei dem Vorder- und Hinterende spitz zulaufen. Im Ruhezustand weist die Art eine Körperlänge von 4 Zentimetern und eine Körperbreite von 1 Zentimeter auf. Die Grundfärbung des Rückens ist leuchtend gelb bis schwefelgelb, neben der Mittellinie befinden sich zwei breite schwarze Längsstreifen, bei manchen Individuen befinden sich in der Nähe der Körperränder zwei zusätzliche Streifen. Die Bauchseite ist cremefarben gefärbt. Die vielen Augen verteilen sich von den kompletten Seitenrändern bis auf einen Teil des Rückens.
Die Testikel von Cratera anamariae liegen rückenseitig. Der Kopulationsapparat weist eine permanente Penispapille auf, die eine intra-peniale Höhle hat.

## Verbreitung
Cratera anamariae wurde im Parque Nacional da Serra dos Órgãos im brasilianischen Bundesstaat Rio de Janeiro gefunden.

## Etymologie
Das Artepitheton anamariae ehrt Ana Maria Leal-Zanchet für ihren Beitrag zu den Kenntnissen über Planarien.